# Kim Do-hyeong
Đây là một tên người Triều Tiên, họ là Kim.
Kim Do-hyeong (tiếng Hàn: 김도형; sinh ngày 6 tháng 6 năm 1990) là một cầu thủ bóng đá Hàn Quốc thi đấu ở vị trí tiền đạo cho Sangju Sangmu.

## Sự nghiệp
Anh được lựa chọn bởi Busan IPark ở đợt tuyển quân K League 2013.
Anh gia nhập Chungju Hummel vào tháng 7 năm 2015.